# Offenburg
Offenburg je grad u njemačkoj saveznoj pokrajini Baden-Württemberg, najveći grad i administrativno središte okruga Ortenaukreis.
Offenburg se nalazi na rijeci Kinzig (pritoci rijeke Rajne), u blizini rijeke Rajne između gradova Karlsruhea i Freiburga. Na suprotnoj obali rijeke Rajne nalazi se francuski grad Strasbourg.  

## Povijest
Prvi spomen grada datira iz 1148.g. Godine 1240. Offenburg je postao slobodni carski grad. 